# زنان در اتیوپی

دو تا زن جوان اتیوپی در پوشاک سنتی، سال ۱۳۴۵

مطالعات گوناگونی در مورد زنان در اتیوپی انجام شده‌است. از لحاظ تاریخی، زنان نخبه در اتیوپی به عنوان مدیران و جنگجویان قابل مشاهده بوده‌اند. ولی هرگز سودی برای بهبود حقوق زنان تبدیل نشد، اما به این معنا بود که زنان می‌توانند ارث ببرند و دارایی داشته باشند و به عنوان مشاور در امور مهم مشترک عمل کنند. در اواخر قرن ۱۹، ملکه منن، همسر امپراتور ایاسو چهارم، نقش تعیین‌کننده ای در اداره امپراتوری اتیوپی داشت. نایب السلطنه‌های ورکیت و مستایت به پسران خردسال خود مسئول استان‌های خود شناخته شده‌اند. آنها به دلیل نوع خاصی از تصرف زمین که از مستأجران بدون در نظر گرفتن جنسیت، به عنوان شبه نظامی برای اربابان خدمت می‌کردند، مدیون مالکیت زمین بودند. در سال ۱۸۹۶، ملکه تایتو بتول، همسر امپراتور منلیک دوم، فعالانه به دولت مشاوره داد و در دفاع از کشور در برابر تهاجم ایتالیا شرکت کرد. زنان برجسته و دیگر صاحبان زمین علیه تهاجم دوم در سال‌های ۱۹۳۵–۱۹۴۱ مبارزه کردند. با کمک مستشاران اروپایی، زنان در دوره بعدی حتی به عنوان مشاور از ارتش و سیاست دور ماندند و به کارهای خانوادگی و خانگی یعنی تربیت فرزندان و آشپزی محدود می‌شدند. با افزایش پیوسته نمایندگی زنان در آموزش، آنها شروع به انجام وظایف پرستاری، تدریس و سایر نقش‌های حمایتی کرده‌اند. در طول دوره ۲۰۱۸–۲۰۱۹، مشارکت تدریجی آنها در سیاست دولتی سرعت رو به افزایشی داشته‌است.

## نقش اجتماعی زنان

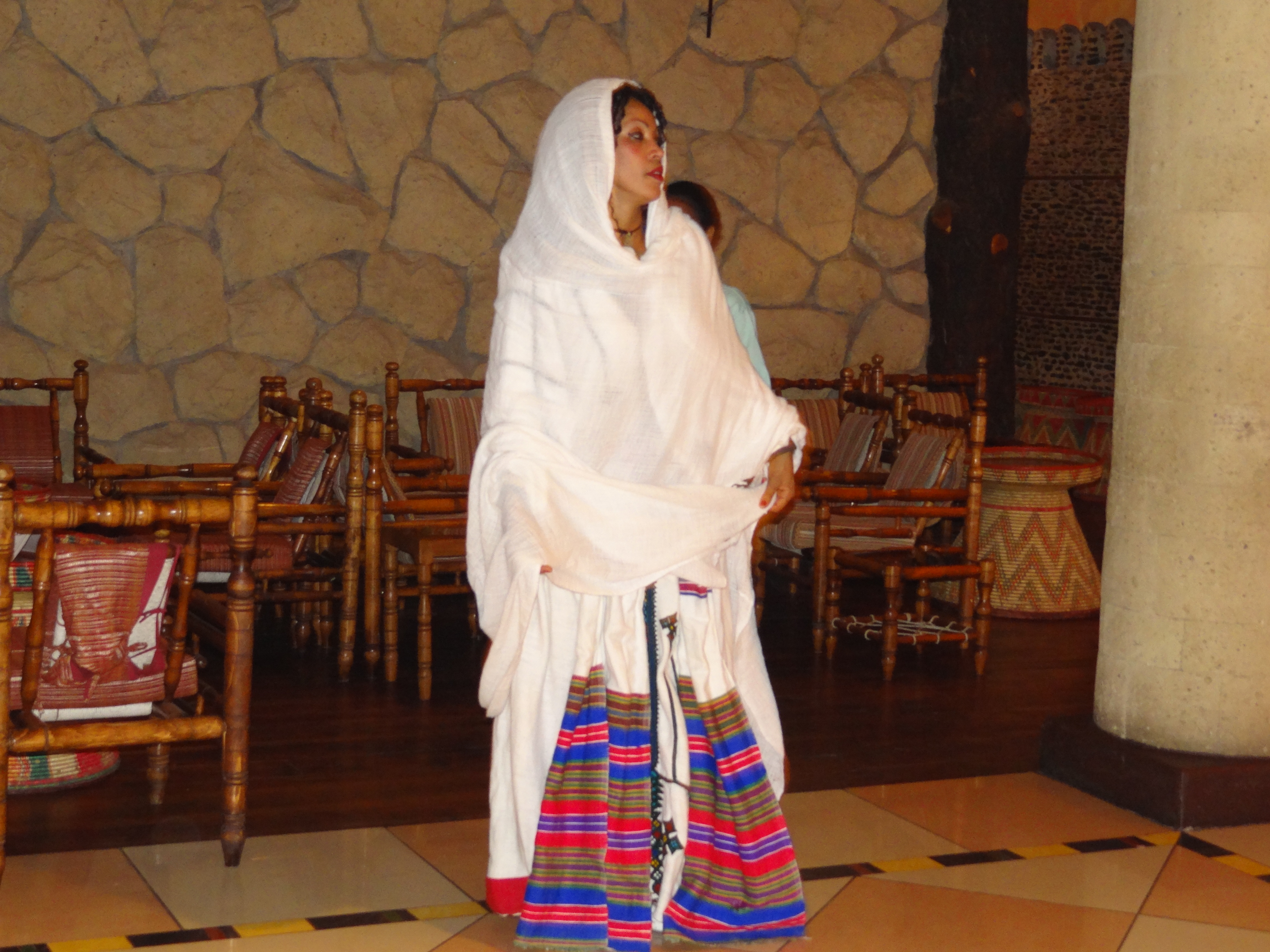
یک زن مسلمان در اتیوپی

مانند سایر جوامع سنتی، در اتیوپی نیز ارزش زن بر حسب نقش او به عنوان مادر و همسر سنجیده می‌شود. بیش از ۸۵ درصد از زنان اتیوپیایی در مناطق روستایی زندگی می‌کنند، جایی که خانواده‌ها عمدتاً به کشاورزی معیشتی مشغول هستند. در روستاها، زنان در اقتصاد روستایی ادغام می‌شوند، اقتصاد روستایی که اغلب همراه با کار فشرده‌است و عوارض جسمی سنگینی بر همه، از جمله کودکان وارد می‌کند. انقلاب اتیوپی تأثیر چندانی بر زندگی زنان روستایی نداشت. اصلاحات ارضی وضعیت اجتماعی-اقتصادی آنها را که در ارزش‌ها و باورهای سنتی ریشه دار ریشه دار بود تغییر نداد. بهبود شرایط اقتصادی استاندارد زندگی زنان را بهبود می‌بخشد، اما تغییر پایدار مستلزم تغییر نگرش مقامات دولتی و مردان در مورد نقش زنان است.
در مناطق شهری، زنان دسترسی بیشتری به آموزش، مراقبت‌های بهداشتی و اشتغال در خارج از خانه دارند. در سال ۱۹۷۶، حدود ۴۰ درصد از زنان شاغل در مناطق شهری در بخش خدمات، عمدتاً در هتل‌ها، رستوران‌ها و بارها کار می‌کردند. اشتغال در تولید و حوزه‌های مرتبط (مانند منسوجات و فرآوری مواد غذایی) ۲۵ درصد از نیروی کار زنان را تشکیل می‌دهد و پس از آن فروش، حدود ۱۱ درصد را تشکیل می‌دهد. این نظرسنجی همچنین نشان داد که کارگران زن کارخانه در آدیس آبابا حدود یک چهارم دستمزدی را که مردان برای همان نوع کار دریافت می‌کنند می‌گیرند. این تفاوت‌ها علیرغم اعلامیه ای در سال ۱۹۷۵ وجود داشت که حقوق برابر برای کار برابر برای مردان و زنان را تصریح می‌کرد.
پس از انقلاب اتیوپی، زنان در زمینه‌های اقتصادی و سیاسی دستاوردهایی داشتند. انجمن زنان انقلابی اتیوپی (REWA) که مدعی عضویت بیش از ۵ میلیون نفر بود، در آموزش زنان مشارکت فعال داشت. ایجاد تشکل‌های زنان در کارخانه‌ها، انجمن‌های محلی و خدمات ملکی را تشویق کرد. برخی از زنان در سازمان‌های محلی و در انجمن‌های دهقانی و کبل‌ها شرکت می‌کردند. اما نقش زنان در سطح ملی محدود بود. در سال ۱۹۸۴، دولت تنها یک زن را به عنوان عضو کامل کمیته مرکزی حزب کارگران اتیوپی انتخاب کرد. از ۲۰۰۰ نماینده ای که در کنگره افتتاحیه حزب در سال ۱۹۸۴ شرکت کردند، تنها ۶ درصد زن بودند.
تحت رژیم درگ، ثبت نام دختران در مدارس ابتدایی و متوسطه از حدود ۳۲ درصد در سال ۷۵/۱۹۷۴ به ۳۹ درصد در سال ۸۶/۱۹۸۵ افزایش یافت. نرخ ثبت نام در میان دختران در مناطق شهری بسیار بیشتر از دختران در مناطق روستایی است. نرخ باسوادی بزرگسالان نیز در پی یک کمپین آموزشی سراسری به ۶۰ درصد افزایش یافت. پس از برکناری درگ، نرخ باسوادی بزرگسالان تا سال ۲۰۰۷ به حدود ۳۹ درصد کاهش یافت. در پاسخ به این وضعیت وزارت آموزش و پرورش یک کمپین آموزشی جدید راه اندازی کرد که هدف آن نرخ باسوادی نهایی ۹۵ درصد است و هدف آن آموزش ۱۷ میلیون بزرگسال است.
از سال ۲۰۰۸ تا ۲۰۰۹، افزایش پیوسته در ثبت نام عمومی و کاهش اختلاف جنسیتی در دسترسی به آموزش مشاهده شده‌است. متوسط نرخ رشد سالانه ثبت نام در تمامی مقاطع تحصیلی برای دختران ۲۷٫۲ درصد و برای پسران ۳۳٫۷ درصد بوده‌است که متوسط نرخ رشد سالانه برای دختران در مهدکودک ۲۹٫۷ درصد، برای دختران در مقطع ابتدایی ۱۳٫۴ درصد، برای دختران در دوره متوسطه ۳۰٫۸ درصد است. مدرسه، ۱۴٫۵ درصد برای زنان در آموزش فنی و حرفه ای، و ۲۱٫۴ درصد برای زنان در آموزش عالی بوده‌است.
پس از تشکیل جمهوری فدرال در سال ۱۹۹۵، وزارت امور زنان نیز تأسیس شد. از اکتبر ۲۰۰۹، مفیدیات کمیل به عنوان وزیر خدمت می‌کند.